# 淵上泰史
淵上 泰史（ふちかみ やすし、1984年4月30日 - ）は、日本の俳優である。和歌山県新宮市出身。
アパッチ所属。

## 経歴
プロサッカー選手を目指し、ガンバ大阪にユースチームから入団。淵上が高校3年時に1年下の世代には寺田紳一、丹羽大輝、2年下には家長昭博が在籍し彼らとチームメイトだった。トップチームには上がれず流通経済大学に進学するが、その後役者に転向。
デビュー前に、ブルース・ウェーバーの被写体として見いだされ、その後レスリー・キーと出会い、彼の写真集『SUPER TOKYO』に参加。アルバイトをしながら小劇場で黒子やチケットのもぎりを続け、色々な芸能事務所を受けるが門前払いされる。2011年、方言指導で参加していた映画『軽蔑』に俳優としても出演し、デビューを果たす。これがきっかけで現在の芸能事務所に所属した。ようやく決まった事務所でも、2014年頃までマネージャーと共に1日4、5件のテレビ局や映画制作会社を挨拶回りしていた。2013年、Googleのコマーシャルで演じた新米教師役で話題となる。2014年、テレビドラマ『昼顔〜平日午後3時の恋人たち〜』で、吉瀬美智子演じる専業主婦の不倫相手役で注目を集める。同年、映画『花宵道中』で安達祐実と共演した。2015年、『ア・フュー・グッドメン』で初舞台・初主演。2017年、テレビドラマ『恋がヘタでも生きてます』で、セクシーな俳優として注目を集める。同年、中村明日美子のボーイズラブ漫画を原作とする『ダブルミンツ』で映画初主演。

## 出演

### 映画
- 軽蔑（2011年6月4日）
- 東京プレイボーイクラブ（2012年2月4日） - 貴弘 役
- ヘルタースケルター（2012年7月14日）
- プラチナデータ（2013年3月16日）
- ぼっちゃん（2013年3月16日） - 岡田コウジ 役
- 秘愛（2013年4月20日） - 川端真治 役
- 共喰い（2013年9月7日）
- 受難（2013年12月7日）
- 利休にたずねよ（2013年12月7日）
- 捨てがたき人々（2014年6月7日）
- るろうに剣心 京都大火編（2014年8月1日） - 三島栄一郎 役
- 花宵道中（2014年11月8日） - 半次郎 役
- マエストロ!（2015年1月31日）
- ストロボ・エッジ（2015年3月14日）
- S 最後の警官 奪還 RECOVERY OF OUR FUTURE（2015年8月29日） - 上野耕司 役
- 7s（2015年11月7日）[10]
- 僕だけがいない街（2016年3月19日） - 須藤 役
- 夏美のホタル（2016年6月11日） - 河合忠男 役
- 屋根裏の散歩者（2016年7月23日） - 遠藤 役
- にがくてあまい (2016年9月10日） - 立花アラタ 役
- 永い言い訳（2016年10月14日） - 甲斐 役[11]
- アニバーサリー「#地上300mのタダオ」（2016年10月22日） - 主演（入山法子とW主演）
- ミュージアム（2016年11月12日）
- ダブルミンツ（2017年6月3日） - 主演・壱河光夫 役[12]
- 富美子の足（2018年2月10日） - 野田 役[13]
- 彼氏をローンで買いました（2018年2月）白石俊平 役
- アウトサイダー（2018年3月9日） - リョウ 役
- パパはわるものチャンピオン（2018年9月21日） - 平野大輔 役[14]
- 青の帰り道（2018年12月7日） - セイジ 役[15]
- デイアンドナイト（2019年1月26日）
- 一度も撃ってません（2020年7月3日） - 龍前時朗 役
- おとなの事情 スマホをのぞいたら（2021年1月8日） - 向井幸治 役[16]
- 燃えよ剣（2021年10月15日[注 1]） - 桂小五郎 役[19]
- 有り、触れた、未来（2023年3月10日） -  市村隆司 役[20]
- ヴィレッジ (2023年4月21日)
- BAD LANDS バッド・ランズ（2023年9月29日） - 胡屋 役[21]
- 映画 マイホームヒーロー（2024年3月8日） - 竹田 役[22][23]
- ラストターン 福山健二71歳、二度目の青春（2024年5月10日）[24][25]

### テレビドラマ
- カルテット（2011年1月、MBS）
- 生まれる。（2011年4月 - 6月、TBS） - 小池晴馬 役
- 運命の人（2012年1月 - 3月、TBS） - 斉田透 役
- テレビ朝日開局55周年記念 黒澤明ドラマスペシャル 野良犬（2013年1月、テレビ朝日）
- ソドムの林檎〜ロトを殺した娘たち 第1話（2013年、WOWOW）
- 牙狼-GARO- 〜闇を照らす者〜 第20話（2013年、テレビ東京）
- S -最後の警官-（2014年1月 - 3月、TBS） - 上野耕司 役
- 昼顔〜平日午後3時の恋人たち〜（2014年7月 - 9月、フジテレビ） - 萩原智也 役
- ファーストクラス（2014年10月 - 12月、フジテレビ） - 矢野隆太郎 役
- 深夜食堂3 第23話（2014年11月、TBS） - 佐々木守 役
- 恋愛時代（2015年4月、読売テレビ・日本テレビ） - 永冨匠平 役
- 世にも奇妙な物語 25周年スペシャル・春 〜人気マンガ家競演編〜「自分を信じた男」（2015年4月、フジテレビ） - 強盗 役
- 恋愛あるある。「社内恋愛あるある」（2015年6月、フジテレビ） - 玉木謙一 役
- オンナミチ（2015年8月 - 9月、NHK BSプレミアム） - 鈴木マサオ 役
- デザイナーベイビー - 速水刑事、産休前の難事件 -（2015年9月 - 11月、NHK総合） - 岸田裕也 役
- 科捜研の女 第15シリーズ 第12話（2016年2月、テレビ朝日） - 並木安光 役
- 海底の君へ（2016年2月、NHK総合） - 中井くん（中井裕也） 役
- ヒガンバナ〜警視庁捜査七課〜 第8話（2016年3月、日本テレビ） - 郷田篤則 役
- きんぴか 第5話（2016年3月、WOWOW）
- 99.9-刑事専門弁護士- 第4話（2016年5月、TBS） - 根元勇 役
- 鼠、江戸を疾る2 第7話（2016年、NHK総合） - 北川光雨 役
- 神の舌を持つ男（2016年、TBS） - 棟平洋司 役
- 恋がヘタでも生きてます（2017年4月 - 6月、日本テレビ） - 橋本司 役
- わにとかげぎす（2017年7月、TBS） - 上原 洋介 役
- フリンジマン〜愛人の作り方教えます〜（2017年10月 - 12月、テレビ東京） - 満島由紀夫 役[26]
- 福岡恋愛白書13 キミの世界の向こう側（2018年3月、九州朝日放送） - 佐々木新 役
- 星屑リベンジャーズ（2018年7月 - 9月、名古屋テレビ[注 2]） - 牧野隆也 役
- 透明なゆりかご（2018年7月 - 9月、NHK総合） - 和田塚誠 役
- カラスになったおれは地上の世界を見おろした。（2018年11月、NHK BSプレミアム） - 菊池隆一 役
- SUITS/スーツ 第10話・最終話（2018年12月10日・17日、フジテレビ） ‐ 栗林紡 役
- ダイイング・アイ（2019年3月 - 4月、WOWOW） ‐ 木内春彦 役[27]
- 緊急取調室 3 第1話（2019年4月、テレビ朝日） ‐ 野本雄太 役
- サイン -法医学者 柚木貴志の事件-（2019年7月 - 9月、テレビ朝日） - 橘祐輔 役
- シャーロック 第1話（2019年10月7日、フジテレビ） - 郡司貴生 役[28]
- モトカレマニア（2019年10月 - 12月、フジテレビ） - 駒込和真 役
- ハル〜総合商社の女〜 第4話（2019年11月、テレビ東京）  - 金子陽介 役[29]
- アロハ・ソムリエ 第3話「ハワイで芽生えた恋!?」（2019年12月29日、フジテレビ） - 彰 役[30]
- 病室で念仏を唱えないでください 第7話・第8話（2020年2月28日・3月6日、TBS） - 長谷英人 役
- ナイルパーチの女子会（2021年1月30日 - 3月20日、BSテレ東） - 杉下康行 役[31]
- イチケイのカラス 第7話（2021年5月17日、フジテレビ）- 友坂良一 役
- ポップUP!ドラマ 昼上がりのオンナたち 第2話「元カレ」（2022年5月27日、フジテレビ） - 秋場智司 役[32]
- 復讐の未亡人（2022年7月8日 - 8月26日、テレビ東京） - 鈴木陽史 役[注 3][33]
- 雪女と蟹を食う（2022年7月9日 - 9月24日、テレビ東京）- 巡健人 役[34]
- 親友は悪女（2023年1月8日 - 3月26日、BSテレビ東京） - 東雲拓人 役[35]
- インフォーマ（2023年1月20日 - 3月24日、関西テレビ） - 河村恭介 役 [36]
- 風間公親-教場0- 第4話（2023年5月1日、フジテレビ）
- 勝利の法廷式 第4話（2023年5月4日、日本テレビ） - 北見昌彦 役[37]
- 大河ドラマ どうする家康（2023年、NHK） - 加藤清正 役[38]
- マイホームヒーロー（2023年10月25日 - 12月20日、MBS・TBS） - 竹田 役[22]
- 東京貧困女子。-貧困なんて他人事だと思ってた-（2023年11月17日 - 12月22日、WOWOW） - 望月遼太郎 役[39]
- さよならマエストロ〜父と私のアパッシオナート〜（2024年1月14日 - 3月17日、TBS） - 白石一生 役[40]
- ダブルチート 偽りの警官 Season2（2024年6月29日 - 8月17日、WOWOW） -  木崎竜一 役[41]
- オクトー 〜感情捜査官 心野朱梨〜 Season2 第2話（2024年10月10日、読売テレビ・日本テレビ系） - 矢田部聡 役[42]
- あらばしり 第7話（2025年2月21日、読売テレビ） - 宗玄 役[43]
- 彼女がそれも愛と呼ぶなら（2025年4月3日 - 6月6日、読売テレビ・日本テレビ） - 針生永人 役[44]
- 僕達はまだその星の校則を知らない（2025年7月14日 - 、関西テレビ・フジテレビ） - 巌谷光三郎 役[45]

### 配信ドラマ
- 結婚させてください!!（2014年5月、NOTTV）
- 鬼談百景「一緒に見ていた」（2016年1月、GYAO!）
- 代償（2016年、Hulu） - 諸田寿人 役
- 彼氏をローンで買いました（2018年3月 - 4月、dTV・FOD） - 白石俊平 役
- ミス・シャーロック 第5話（2018年5月、Hulu） - 冴木数馬 役
- THE DAYS（2023年6月、Netflix） - 片岡[46]
- フクロウと呼ばれた男（2024年4月 - 5月、Disney+） - 瀬呂耕史 役[47]
- イクサガミ（2025年11月配信予定、Netflix） - 櫻 役[48]

### 舞台
- ア・フュー・グッドメン（2015年） - 主演・ダニエル・キャフィ中尉 役
- 人形の家（2018年） - ランク 役

### CM
- 日本コカ・コーラ「アクエリアス ビタミンガード」（2012年）
- ユニバーサル・スタジオ・ジャパン（2012年）
- Google「Google Nexus 7: Dance with Students」（2013年）
- サントリーフーズ「BOSS 贅沢微糖」（2013年 - 2014年）
- 住友生命保険（2014年）
- 麒麟麦酒「スミノフ」（2014年）[49]
- 日本マクドナルド「てりたま」（2019年）[50]

### ミュージック・ビデオ
- 米津玄師「カナリヤ」（2020年）[51]

## 書籍

### 写真集
- レスリー・キー『SUPER TOKYO』（2010年）

## タイトル

### クラブ
ガンバ大阪ユース
- Jユースカップ：1回（2002年）

流通経済大学
- 茨城県サッカー選手権大会：2回（2004年、2006年）